# Gary Kulesha
Gary Alan Kulesha (Toronto, 22 augustus 1954) is een Canadese componist, muziekpedagoog, dirigent, organist en pianist.

## Levensloop
Kulesha studeerde aan het Royal Conservatory of Music (Toronto) The Glenn Gould School in Toronto bij William G. Andrews en Samuel Dolin en behaalde zijn diploma's voor piano in 1973, in muziektheorie in 1976 en in compositie in 1978. Van 1978 tot 1981 studeerde hij compositie bij John McCabe aan het Trinity College of Music in Londen en in 1982 eveneens compositie privé bij John Corigliano in New York.
Aan het begin van zijn muzikale carrière was hij vooral werkzaam als dirigent van diverse stedelijke orkesten (Victoria, Winnipeg, Windsor), harmonieorkesten en brassbands (Hannaford Street Silver Band). Verder werkte hij als pianist, organist, koorleider, muziekleraar en als producent voor de Canadese omroepmaatschappij Canadian Broadcasting Corporation (CBC). Van 1981 tot 1985 was hij leider van de kamermuziek-workshops tijdens het Stratford Festival en vanaf 1983 aldaar ook chef-dirigent. Van 1987 tot 2003 was hij artistiek leider en dirigent van het Composer's Orchestra voor de "Canadian Contemporary Music Workshops" (CCMW). Met dit orkest verzorgde hij zowel cd- (Artifact Records, Centrediscs, Albany Records en CBC's SM5000) als radio-opnames. In 1988 werd Kulesha huiscomponist bij het Kitchener-Waterloo Symphony Orchestra. In 1991 dirigeerde hij dit orkest tijdens de première van zijn ouverture The Gates of Time. In deze functie bleef hij tot 1992. Van 1993 tot 1995 was hij huiscomponist van de Canadian Opera Company en in deze periode ontstond ook zijn eerste opera. In 2002 begon een sinds meerdere jaren aanhoudende samenwerking met het National Arts Centre Orchestra; in 2003 ontving hij - naast Alexina Louie en Denys Bouliane - de compositieprijs van dit door Pinchas Zukerman gedirigeerde orkest. Hij werd ook directeur van het zomerprogramma voor jonge componisten van dit orkest. Uit een samenwerking met het Toronto Symphony Orchestra ontstonden diverse werken zoals zijn Symfonie, voor orkest en twee dirigenten, The Gates of Time (1991) en The True Colour of the Sky (1997). Hij is vanaf 1995 componist adviseur van het orkest.
Kulesha doceert aan de Universiteit van Toronto in Toronto en is daar eveneens dirigent van het Contemporary Music Ensemble. Hij is gehuwd met de componiste Larysa Kuzmenko. Kulesha is lid van de Canadian League of Composers.

## Composities

### Werken voor orkest

#### Symfonieën
- 1997 Symfonie (nr. 1), voor orkest met 2 dirigenten[4]
- 2005 Symfonie nr. 2, voor orkest
- 2007 Symfonie nr. 3, voor orkest[5]

#### Concerten voor instrumenten en orkest
- 1978-1981 Concert, voor tuba en orkest - ook in een versie voor harmonieorkest
- 1987 Journey Into Sunrise, voor saxofoonkwintet en orkest
- 1988-1989 4e Kamerconcert, voor koperinstrumenten en slagwerk, houtblazers en strijkers
- 1989 Concert, voor marimba, basklarinet en klein orkest
- 1990-1991 5e Kamerconcert voor hobo en dertien instrumenten
- 1991 Concert, voor blokfluit en klein orkest
- 1992 Concert, voor altviool en kamerorkest
- 1998 Concert, voor viool en orkest
- 1999 Concert, voor piano en orkest
- 2002 6e Kamerconcert, voor hobo, althobo, fagot, contrafagot, 2 violen, altviool, cello en contrabas
- 2002 Concert nr. 2, voor viool en kamerorkest
- 2006 Concert, voor cello en orkest

#### Andere werken voor orkest
- 1975 Divertimento, voor strijkorkest
- 1976 Concert (naar Händel), voor koperkwintet, strijkorkest en piano
- 1977 Essay, voor orkest
- 1983-1984 Second Essay, voor orkest
- 1985 Celebration Overture, voor orkest
- 1985 Nocturne, voor kamerorkest
- 1985 Serenade, voor strijkorkest
- 1988 Dreams, voor orkest
- 1990 The Midnight Road (Third Essay), voor orkest
- 1991 The Gates of Time, voor orkest
- 1993 Concertante Dances, voor kamerorkest
- 1997 The True Colour of the Sky, voor orkest
- 2000 Syllables of Unknown Meaning, voor orkest
- 2001 Concert, voor strijkers, harp en slagwerk
- 2002 The Rose - behoort tot "Syllables of Unknown Meaning"
- 2005 The Boughs of Music, voor trompet en orkest[6]
- 2005 Fireworks and Procession, voor orkest
- 2013 Torque, voor orkest

### Werken voor harmonieorkest of brassband
- 1974 Stardrive (March in F), voor harmonieorkest
- 1975 Variations for Winds, voor harmonieorkest
- 1976 Divertimento, voor harmonieorkest
- 1977 rev. 1983 Overture, voor harmonieorkest
- 1978-1981 Concert, voor tuba en harmonieorkest - ook in een versie voor orkest
- 1979 Concertino, voor dwarsfluit en harmonieorkest
- 1979 Ensembles for Winds, voor harmonieorkest
- 1979 March in Bes majeur, voor harmonieorkest
- 1981 1e Kamerconcert, voor blaaskwintet, koperkwintet en slagwerk
- 1982 2e Kamerconcert, voor trompet, piano en harmonieorkest
- 1983 Two Pieces, voor harmonieorkest
- 1992 Romance, voor brassband (bewerking van de Serenade voor strijkorkest)
- 1995 Sinfonia, voor brassband, piano en harp
- 1998 Concert, voor accordeon en brassband
- 2008 Concert, voor trompet, hoorn, trombone en brassband
- 2008 The Greatness of the New Found Night, voor harmonieorkest

### Muziektheater

#### Opera's
| Voltooid in | titel         | aktes       | première                                                               | libretto               |
| ----------- | ------------- | ----------- | ---------------------------------------------------------------------- | ---------------------- |
| 1986-1995   | Red Emma      | 2 bedrijven | 28 november 1995, Toronto, du Maurier Theatre (Canadian Opera Company) | Carol Bolt             |
| 1999-2000   | The Last Duel | 1 akte      | 2 november 2000, Toronto, University of Toronto - Opera Divisie        | Michael Patrick Albano |

### Vocale muziek

#### Werken voor koor
- 1973-1979 2 Liederen, voor gemengd koor - tekst: Emily Dickinson
  1. Within my garden rides a bird
  2. Most she touched me by her muteness
- 1988 The Drift of Stars, voor kinderkoor en orkest - tekst: van de componist
- 1990 Shaman Songs, voor gemengd koor, klarinet en strijkkwartet - tekst: van de componist
- 1991 Wild Swans, voor gemengd koor, harp, piano, marimba en cello - tekst: W.B. Yeats
- 2002 Give Us Peace, voor gemengd koor - tekst: van de componist
- 2003 Night Watch, voor gemengd koor en klarinet - tekst: Sir Charles George Douglas Roberts

#### Liederen
- 1980 Love Songs, voor zangstem en piano - tekst: van de componist
- 1980 Lifesongs, voor alt en strijkorkest - tekst: van de componist
- 1987 Night Music, voor zangstem en piano - tekst: van William Shakespeare, Percy Bysshe Shelley en Lord Byron
- 1988 Snake, voor bas-bariton en kamerensemble - tekst: D.H. Lawrence
- 1989 4 Canadian Folk Songs, voor zangstem en saxofoonkwintet
- 2000 Blue Heron on Old Mill Bridge, voor sopraan en piano - tekst: Raymond Souster
- 2009 Darkness Comes, voor zangstem en piano
- 2009 Wave, kamersymfonie voor sopraan, viool, cello en piano - tekst: geadapteerd van Virginia Woolf

### Kamermuziek
- 1971 Trio, voor viool, altviool en cello
- 1971-1993 6 Bagatelles "from the Devil's Dictionary", voor blaaskwintet
- 1972 Sonatina, voor tuba en piano
- 1972 A Study in Time, voor tuba en piano
- 1973 The Green Apple Two-Step, voor tuba en piano
- 1973 Divertimento, voor koperkwintet
- 1974 rev.1982 Variations on a Theme by Paganini, voor trompet en piano
- 1974 Humoreske, voor tuba en piano
- 1974 Burlesque, voor tuba en piano
- 1975 Sonate, voor hoorn, tuba en piano
- 1975 Visions, voor tuba en piano
- 1975 Three Lyric Pieces, voor blokfluit (of dwarsfluit) en piano (of orgel)
- 1976 Prelude and Fugue, voor trompet en piano
- 1976 Bohemian Dance, voor tuba en piano
- 1976 Sonate, voor tuba en orgel
- 1976 Three Complacencies, voor basklarinet en tuba
- 1977 Duo, voor basklarinet en piano
- 1977 Divertimento, voor koperkwartet (of -kwintet)
- 1977-1978 3 Caprices, voor viool solo
- 1978 Sonate, voor trompet, tuba en piano
- 1979 Trio, voor dwarsfluit, cello en piano
- 1979 Concertante Music, voor sopraansaxofoon en blaaskwintet
- 1979 Suite "The Grand Canyon", voor 2 trompetten
- 1980 Attitudes, voor klarinet en piano
- 1980 Mysterium Coniunctionis, voor klarinet, basklarinet en piano
- 1980 Divertimento, voor kopertrio
- 1980 Twee stukken, voor koperkwintet
- 1980 Secrets, voor dwarsfluit en piano
- 1980 Song and Dance, voor viool en piano
- 1981 Invocation and Ceremony, voor saxofoon solo
- 1981 Nocturne and Toccata, voor piano en slagwerk
- 1981 Passacaglia Cadenzas and Finale, voor trompet, tuba en piano
- 1981 Encore and Reggae, voor marimba en tuba
- 1981 Second Suite "Pike's Peak", voor 2 trompetten
- 1982 Capriccio, voor strijkkwartet
- 1982 Festival Dances, voor accordeon, altviool, cello, contrabas en slagwerk
- 1982 Pentagram, voor 5 trompetten
- 1982 Canticles, voor koperkwintet en orgel
- 1983 Piece, voor tuba en piano
- 1983 3e Kamerconcert, voor basklarinet, 2 hobo's, 2 klarinetten, 2 fagotten en 2 hoorns
- 1984 Fanfare for Queen Elizabeth, voor 10 trompetten
- 1984 Jazz Music, voor koperkwintet, piano en marimba
- rev.1985 The Emperor of Ice Cream, voor klarinetkwartet
- 1985 Soundings for Brass, voor koperblazers
- 1986-1987 Sonate, voor cello en piano
- 1987 Political Implications, voor klarinetkwartet
- 1989 I saw how strangely the planets gathered..., voor dwarsfluit/altfluit, hobo, klarinet, basklarinet, fagot en 2 hoorns
- 1991 Fantasia Quasi Una Sonata, voor viool en piano
- 1991 Trio (nr. 1), voor viool, cello en piano
- 1992 A Book of Mirrors, voor 2 piano's en slagwerk
- 1993 ...and dark time flowed by her like a river..., voor viool (of altviool, of cello) en piano
- 1994 Masks, voor blokfluit en gitaar
- 1995 Pro et Contra, voor viool en cello
- 1995 Conceits, voor blokfluit solo
- 1996 Kwintet-Sonate, voor marimba en strijkkwartet
- 1998 Sextet, voor dwarsfluit, hobo, vibrafoon, piano, viool en cello
- 2000-2001 Trio nr. 2, voor viool, cello en piano
- 2003 Variations on a Theme by Benjamin Britten
- 2004 Trio, voor hoorn, viool en piano
- 2006 Without Fanfare, voor trompetten
- 2007 Invocation and Ceremony, voor altsaxofoon en strijktrio

### Werken voor orgel
- 2008 Sonatine

### Werken voor piano
- 1969-1971 3 Sonatinas
- 1970 Sonate nr. 1
- 1970-1972 Sonate, voor 2 piano's
- 1978 Monument, voor piano vierhandig
- 1978 Aphorisms
- 1980 Sonate nr. 2
- 1986 Sonate nr. 3
- 1987 Mythologies, voor 2 piano's
- 1994 Twee stukken
- 1996 Four Fantastic Landscapes
- 2007 Fugue and Postlude

### Werken voor slagwerk
- 1981 Suite, voor slagwerkkwartet

### Elektroakoestische muziek
- 1983 Angels, voor marimba en bandrecorder
- 1986 Complex, voor elektrische basgitaar en bandrecorder
- 1987-1988 Demons, voor tuba en bandrecorder
- 1988 Ghosts, voor basklarinet, piano (of vibrafoon), bandrecorder en live elektronica
- 1989 Toccata, voor slagwerk solo en bandrecorder
- 2004 Cages, voor slagwerk solo en bandrecorder